# Автопортрет оголеним (Дюрер)
«Автопортрет оголеним» (нім. Das Selbstporträt als Akt) — це малюнок Альбрехта Дюрера, зроблений між 1500 і 1512 роками. Зображення має розмір 29,2 × 15,4 см і сьогодні знаходиться у Веймарському палаці.

## Історія картини
Точний час створення малюнка невідомий. Вважається, що картина написана між 1500 і 1512 роками, оскільки Дюрер використовував комбіновану техніку, що застосовувалася відносно часто у той час. На думку історика мистецтв Фрідріх Вінклера, зображений Дюрер старше 29 років і молодший за 41 рік, так що він би розмістив твір десь у середині зазначеного періоду. 
Про історію власників картини відомо дуже мало. До кінця життя малюнок знаходився у автора. З печатки відомо, що вона знаходилась у колекції Грюнлінга до того, як перейшла до нинішнього власника, Веймарського палацу. Вважається, що першим власником була інша особа.

## Опис зображення
На малюнку зображений роздягнений Альбрехт Дюрер. Дюрер намалював себе повністю оголеним, зобразивши    злегка поданий вперед корпус, адже використовував при роботі дзеркало невеликого розміру. Про це зазначено на малюнку. Права рука намальована по лікоть, ліва відведена назад так, що видно тільки плече. Поза чоловіка нагадує позу Христа, як було прийнято його зображати у сцені бичування. Ділянка шкіри над правим стегном нагадує рану Христа, яку він отримав під час розп'яття. Контур тіла чітко виділений на темному тлі. Намальована частина тіла має темний фон. Зображена людина дивиться безпосередньо на глядача. Ім’я Дюрера вказано у верхньому лівому куті, але його прикріпив не сам Дюрер. У нижньому лівому куті сьогодні є штамп, який ідентифікує картину як частину Колекції Грюнлінга.

## Див.також
- Автопортрети Дюрера